# すてきな三角関係 壁際族に花束を
『すてきな三角関係 壁際族に花束を』（すてきなさんかくかんけい かべぎわぞくにはなたばを）は、1987年6月2日から同年7月7日まで、TBS系列（北陸放送・テレビ山口を除く）の毎週火曜21:00 - 21:54の枠で放送されたテレビドラマ。全6回。

## 概要
赤川次郎の小説『壁際族に花束を』のドラマ化。
コンピュータソフト開発会社に勤める大友兼司が課長を務める総務三課はいわゆるお荷物部署で、その部屋は倉庫内の一角にあり、四方とも壁で窓が無い構造であることから「壁際課」と言われ、落ちこぼればかり集められた課員も壁際族と言われている。新入社員の君原めぐみはその総務三課に配属された。そしてめぐみの高校の後輩で兼司の娘の奈美も壁際課の事情は知っていて、父には何とか出世のチャンスをつかんで欲しいと切に思っている。めぐみ、奈美、兼司の不思議な三角関係を中心にユーモアをふんだんに取り入れた青春コメディ。北陸放送（石川県）では再放送を含めて一度も放送されていない（同時間帯に『ジャングル (テレビドラマ)』（日本テレビ）が遅れネットで放送されていたため）。西村知美の出身地である山口県のテレビ山口では『なるほど!ザ・ワールド』（フジテレビ）を同時ネットで放送していたため、火曜21時からは放送していない。

## キャスト
- 君原めぐみ：石川秀美
短期大学を卒業して入社したばかりの新人OL。大友奈美の同じ高校の先輩。大友兼司には好意以上の何かを感じるようになる。
- 大友奈美：西村知美
女子高校に通う、明朗快活な兼司の一人娘。父には何とか出世のチャンスをつかんで欲しいと切に思っている。
- 大友兼司：津川雅彦
壁際族と言われる総務三課の課長。部下からの信用や人望も厚く、本人も出世をまだ諦めてはいない。
- 大友万里子：山口果林
兼司の妻。生まれ付きおっとりした性格で、時々奈美にもやり込められることがある。
- 小谷達朗：小林克也
兼司の同期社員。やり手で、営業課長に抜擢される。
- 関義隆：所ジョージ
総務三課課員。恋人が居たが今は亡く、その恋人の詩集を片時も離さず思い出に浸っている。
- 根岸透：山口良一
総務三課課員。お調子者で、宴会ではセッティングが得意で良く任され、「壁際課の外交係」と言われている。
- 市川明美：堀江しのぶ
総務三課課員。小谷とは恋仲の関係。
- 片岡孝太郎：新田昌玄
- 福永英雄：野々村真
- 林明子：土家里織
- 佐川まさし：横石孝浩
- 裕美子：麻丘めぐみ
- 奥山（テニスコーチ）：清水善三
- 小谷光子（達朗の妻）：浅利香津代
- 福永（英雄の父）：森山周一郎
- 松本友里
- 神末佳子
- 山本ゆかり
- 藤谷純
- 河合亜美
他

（出典：）

## スタッフ
- 原作：赤川次郎『壁際族に花束を』（角川文庫）
- 企画：飯島敏宏
- プロデューサー：森田光則、浜井誠（TBS）
- 脚本：酒井あきよし、水城ゆう
- 演出：山田高道、赤羽博
- 音楽：渡辺博也
- 製作：木下プロダクション、TBS

主題歌
- 石川秀美『素敵な勇気』（作詞：売野雅勇 作曲：高橋研　編曲：椎名和夫）

（出典：）

## サブタイトル
（※各新聞のテレビ欄にはサブタイトルが載ってないが、ここでのサブタイトルは『週刊テレビ番組』誌（東京ポスト）1987年6月5日号～1987年7月10日号各号掲載のものによる。）
| 話数 | 放送日        | サブタイトル           | 脚本         | 演出     |
| ---- | ------------- | ---------------------- | ------------ | -------- |
| 1    | 1987年6月2日  | いちごタルトと縄のれん | 酒井あきよし | 山田高道 |
| 2    | 1987年6月9日  | オーデコロンはお好き?  | 水城ゆう     | 赤羽博   |
| 3    | 1987年6月16日 | スパイとプロポーズ     | 水城ゆう     | 山田高道 |
| 4    | 1987年6月23日 | キッスはデートのあとで | 酒井あきよし | 赤羽博   |
| 5    | 1987年6月30日 | 私のパパをとらないで!  | 水城ゆう     | 赤羽博   |
| 6    | 1987年7月7日  | シアワセ、みつけた!    | 酒井あきよし | 山田高道 |